# クーチ・ビハール王国

クーチ・ビハール王国
Cooch Behar Kingdom

1931年の領域

クーチ・ビハール王国（クーチ・ビハールおうこく、英語：Cooch Behar Kingdom）は、東インド、クーチ・ビハール地方を支配したヒンドゥー王朝（1586年 - 1947年）。首都はクーチ・ビハール。

## 歴史

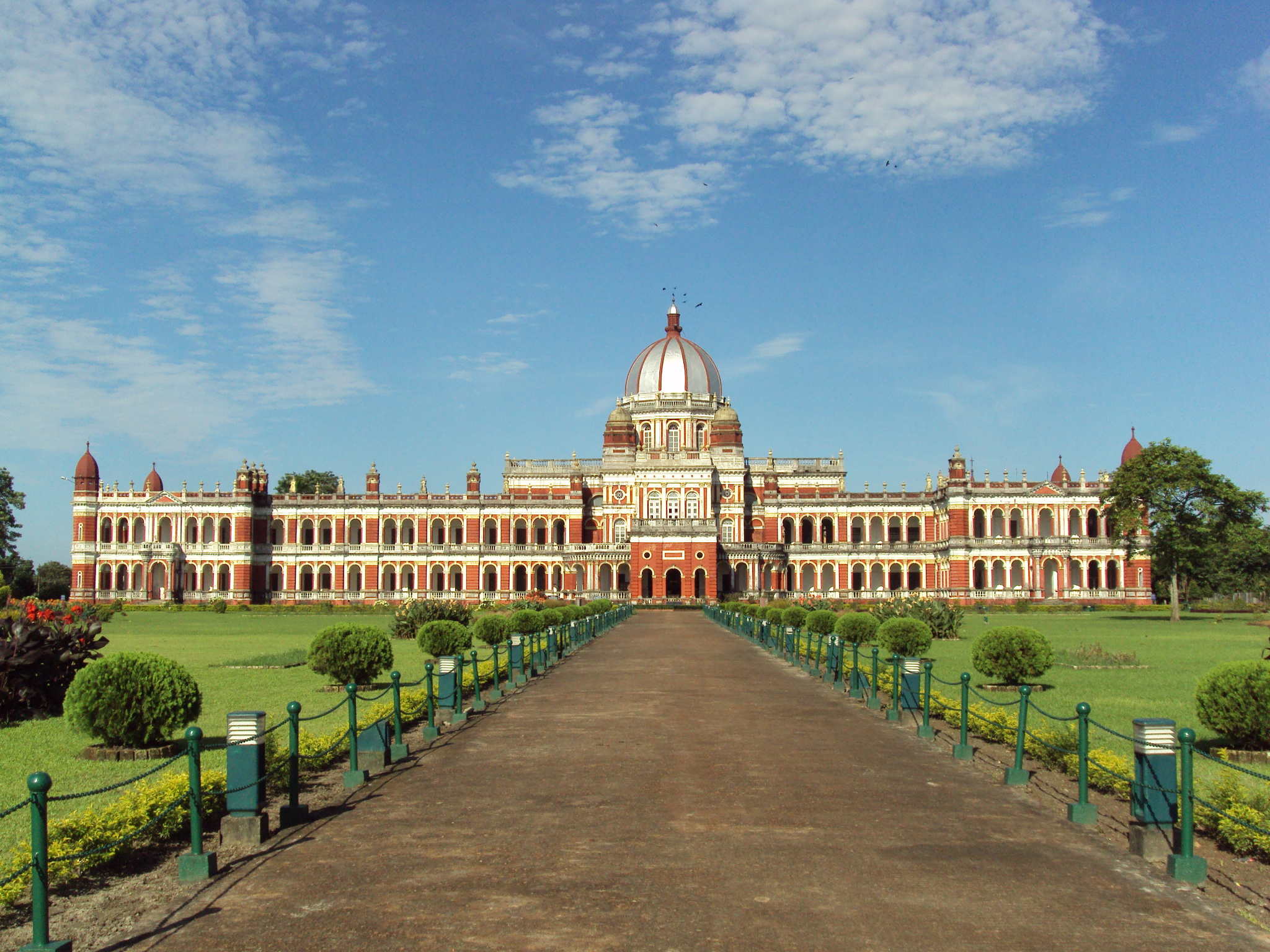
君主が居住したクーチ・ビハール宮殿

1515年、カーマタ王国の支流であるにより、コーチ朝が成立した。
コーチ朝は2代目のナラ・ナーラーヤンの下で最盛期を迎え、現在のアッサム州の一部やバングラデシュ北西部までを勢力下に治めた。
1586年、ナラ・ナーラーヤンが死ぬと、王国は東西に分裂した。ナラ・ナーラーヤンの息子ラクシュミー・ナーラーヤンが西部を、甥の政権が東部を治めるようになった。この西部の領域がクーチ・ビハール王国となった。
17世紀後半、ムガル帝国の武将ミール・ジュムラーの攻撃があり、帝国との戦争は1713年まで続いた。このときに結ばれた錯綜とした境界がインド・バングラデシュ国境の飛地群の前身となった。一方、 東部に独立した甥の政権は滅ぼされ、アーホーム王国（アッサム王国）に組み込まれた。
また、18世紀にクーチ・ビハール王国は王家の内紛に乗じて、ドゥアール地方を挟んで接していたブータンから介入を受けた。そして、1765年以降はその首都クーチ・ビハールにブータン側の知事と軍隊が置かれ、国政をゆだねざるを得なかった。
1772年、ブータンが傀儡の君主を据えると、これに対しての反発が生じた。ブータンは抑圧するため遠征軍を派遣し、クーチ・ビハール王国はイギリス東インド会社に援軍を要請した。
1773年、クーチ・ビハール王国の養成を受けて派遣されたイギリス東インド会社の軍勢は、王国内からブータン軍を撃退した。クーチ・ビハール戦争とも呼ばれるこの戦争は、パンチェン・ラマ3世の仲介で講和が成立した。また、クーチ・ビハールはイギリスと軍事保護条約を締結し、従属下の藩王国となった。
1947年8月15日、ジャガッディーペーンドラ・ナーラーヤンの治世にインドへと編入された。